# Scuola dell'abbazia di Melk
La scuola dell'abbazia di Melk (in tedesco: Stiftsgymnasium Melk) è un ginnasio austriaco e la più antica scuola in Austria. Si trova presso l'abbazia di Melk.